# Rijksweg 68
Rijksweg 68 (A68 / N68) is een voormalige Nederlandse rijksweg in de provincie Limburg die liep van Weert naar de Duitse grens bij Asenray (gemeente Roermond). Deze weg is thans grotendeels in beheer van de provincie als de N280.
Het traject van de Rijksweg 68 liep van Weert (Roermondseweg) via Kelpen-Oler, Baexem, Horn, Roermond, Maasniel en Asenray naar de Duitse grens nabij Elmpt. In de tweede helft van de 20e eeuw is het deel van deze rijksweg tussen Baexem en de Sint-Wirosingel in Roermond (de toenmalige Rijksweg 271) verlegd over een nieuwe stroomweg, waarvan het gedeelte tussen Baexem en de Maasbrug in Roermond tot circa 1993 de status van autosnelweg heeft gehad. De aansluiting met de N273 is opvallend ruim opgezet zodat hier een klaverblad kon worden gerealiseerd indien de A73-Zuid op de linkeroever van de Maas zou worden aangelegd.
Tot 1976 hoorde ook de huidige A2 tussen Eindhoven (knooppunt Leenderheide) en Weert bij de Rijksweg 68 (hoewel de rijkswegnummering destijds enkel administratief was). De A2 tussen Nederweert en Maastricht was onderdeel van de Rijksweg 75, die gepland was van Arnhem via Oss en Weert naar Maastricht, maar waarvan het gedeelte tussen Oss en Weert nooit is aangelegd. In 1989 werd het Slingertracé ten noorden van Weert aangelegd, waardoor het voormalige noordelijke deel van de Rijksweg 68 nu vloeiend overgaat in het voormalige zuidelijke deel van de Rijksweg 75.
In 1993 is de Rijksweg 68 tussen Weert en de Sint-Wirosingel in Roermond overgedragen aan de provincie die het omnummerde naar N280. Alleen tussen Roermond en de Duitse grens bleef circa 3,5 kilometer in handen van het Rijk en behield daar ook de aanduiding N68. Sinds 2007 kan het verkeer gebruikmaken van de nieuwe N280-Oost, gelegen ten noorden van de oude N68. Daarmee is de aanduiding N68 geheel komen te vervallen. Het beheer van het oude tracé is overgedragen aan de gemeente Roermond.